# Patrick St. Esprit
Patrick St. Esprit (* 18. Mai 1954 in Kalifornien) ist ein US-amerikanischer Schauspieler, der seit den 1980er-Jahren in über 100 Film- und Fernsehproduktionen zu sehen war.
Zu seinen bekanntesten Rollen gehören Auftritte in Filmen wie Wir waren Helden oder seine wiederkehrenden Rollen in Serien wie Saving Grace und Sons of Anarchy.
2013 verkörperte er in dem Videospiel Battlefield 4 die Rolle des Captain Roland Garrison.
2016 war er in Roland Emmerichs Independence Day: Wiederkehr zu sehen. Seit 2017 spielt er die Rolle des Robert Hicks in der Serie S.W.A.T. Er ist mit der Schauspielerin Tawny Moyer verheiratet.

## Filmografie (Auswahl)
- 1985: Knight Rider (Fernsehserie, Episode 3x13)
- 1986: California Bulls (1st & Ten, Fernsehserie, 4 Episoden)
- 1986: Fire in the Night
- 1987: Lenny’s turbulenter Sommer (Terminal Exposure)
- 1987: Die glorreichen Zwei (Houston Nights)
- 1990: Matlock (Fernsehserie, Episode 4x14)
- 1993–2001: Walker, Texas Ranger (Fernsehserie, 5 Episoden)
- 1994: I Love Trouble – Nichts als Ärger (I Love Trouble)
- 1995: Texas Payback
- 1997: Black Dawn
- 1998: Virus Attack
- 1999–2005: JAG – Im Auftrag der Ehre (JAG, Fernsehserie, 4 Episoden)
- 2001: New York Cops – NYPD Blue (NYPD Blue, Fernsehserie, Episode 9x07)
- 2002: Cold Sweat
- 2002: Wir waren Helden (We Were Soldiers)
- 2003: King of the Ants
- 2003: Jagd auf den verlorenen Schatz (Lost Treasure)
- 2004: Monk (Fernsehserie, Episode 2x16)
- 2005: Crash Landing
- 2005: CSI: Miami (Fernsehserie, Episode 4x03)
- 2006: Flug 93 (United 93)
- 2007: Cold Case – Kein Opfer ist je vergessen (Cold Case, Fernsehserie, Episode 4x15)
- 2007: Desperate Housewives (Fernsehserie, Episode 4x08)
- 2007–2010: Saving Grace (Fernsehserie, 9 Episoden)
- 2008: Without a Trace – Spurlos verschwunden (Without a Trace, Fernsehserie, Episode 6x18)
- 2008: Criminal Minds (Fernsehserie, Episode 4x02)
- 2008–2013: Sons of Anarchy (Fernsehserie, 13 Episoden)
- 2009: Navy CIS (NCIS, Fernsehserie, Episode 6x17)
- 2009: Chain Letter
- 2009: The Unit – Eine Frage der Ehre (The Unit, Fernsehserie, Episode 4x18)
- 2010: Dr. House (House, Fernsehserie, Episode 6x13)
- 2010: Green Zone
- 2010: The Mentalist (Fernsehserie, Episode 3x05)
- 2011: The Chicago Code (Fernsehserie, 4 Episoden)
- 2011: The Glades (Fernsehserie, Episode 2x01)
- 2011: Super 8
- 2011–2017: Navy CIS: L.A. (NCIS: Los Angeles, Fernsehserie, 4 Episoden)
- 2012: Rizzoli & Isles (Fernsehserie, Episode 3x04)
- 2012: Blue Lagoon: Rettungslos verliebt (Blue Lagoon: The Awakening)
- 2013: Mein Leben mit Robin Hood (The Last of Robin Hood)
- 2013: Scandal (Fernsehserie, 2 Episoden)
- 2013: Die Tribute von Panem – Catching Fire (The Hunger Games: Catching Fire)
- 2013: CSI: Vegas (Fernsehserie, Episode 14x10)
- 2013–2014: Chosen (Fernsehserie, 4 Episoden)
- 2014: Hawaii Five-0 (Fernsehserie, 2 Episoden)
- 2014: Homeland (Fernsehserie, Episode 4x01)
- 2014: Draft Day
- 2015–2016: Narcos (Fernsehserie, 8 Episoden)
- 2015: Der Moment der Wahrheit (Truth)
- 2015–2017: Ballers (Fernsehserie, 6 Episoden)
- 2016: Rage – Tage der Vergeltung (I Am Wrath)
- 2016: Independence Day: Wiederkehr (Independence Day: Resurgence)
- 2016: War Dogs
- 2016: The Last Ship (Fernsehserie, 3 Episoden)
- 2017: Fast & Furious 8 (The Fate of the Furious)
- 2017–2025: S.W.A.T. (Fernsehserie)
- 2018: Acts of Violence
- 2018: Unsolved (Fernsehserie, 3 Episoden)